# Pick-Up (гурт)
PICK-UP — український альтернативний рок-гурт з Києва, існує з 2005 року. Члени гурту Костя Леонтович (вокал, гітара), Михайло Орлов (бас-гітара), Сергій Доронін (ударні).
Гурт розробив, так званий, «PICK-UP Sound» — поєднання багатьох музичних стилів, щільний звук і гітарний драйв, прикрашений красивими електронними імпровізаціями. У своїх піснях гурт зачіпає теми кохання, відносин, переживань, віри, а також проблем суспільства. Назва PICK-UP несе за собою не просто поєднання фраз, а ідею того що за допомогою пісень можливо піднімати дух людей.
Восени 2009 року колектив випускає пісню «Більше Позитива», яка потрапила на радіостанції Україні, серед яких «Radio NRJ» та «Europa Plus», а відео на композицію значилося в ротації музичних телеканалів. У квітні 2010 року гурт підписує контракт з американською компанією iUA Music і видає EP «Ближче» по всьому світу.
PICK-UP пройшли довгий шлях становлення, перебуваючи у пошуках власного стилю та концепції в колективі. Дебютний альбом "Реальність" вийшов весною 2013 і вивів PICK-UP на новий рівень.
Залишаючись при цьому незалежним виконавцем, PICK-UP організували те, що є втіленням творчості кожного учасника.

## Історія

### Формування і ранні роки (2005–2010)
Гурт PICK-UP був заснований в 2005 році, до складу входили Костя Леонтович і його друг Олексій Ігнатуша і Андрій Кропольницький, а також Сергій Панкратьєв на барабанах. Назва PICK-UP прийшла спонтанно, коли хлопці повинні були написати щось на буклеті свого першого концерту. До кінця 2007 року гурт встиг зіграти на більш ніж тридцяти українських фестивалях і концертах, завоювавши нагороди на деяких з них. Але не все було так безхмарно: гурту доводилося грати в маленьких брудних клубах, переносити обладнання на своїх плечах і відправлятися на гастролі на старих поїздах за рахунок власних коштів. Не всі учасники бачили в цьому перспективи і в кінці 2007 року в гурті залишилося лише 2 учасники — Костя Леонтович (вокал, гітара) та Олексій Ігнатуша (бас).
У 2008 році гурт PICK-UP прийняв нових музикантів Олександра Тарасова (ударні) та Тараса Руденка (фортепіано) і своїми силами записали свій дебютний EP під назвою «Ближче». Але цей альбом був випущений тільки в 2010 році.
У вересні 2008 року у зв'язку з переходом Кості Леонтовича у новий проект, гурт PICK-UP тимчасово був заморожений, а музиканти були змушені покинути колектив. Але в кінці цього ж року, гурт було відтворено. Протягом 2009 року гурт відіграв кілька десятків концертів з новим складом в особі Валентина Олійника, Микити Русакова, Василія Дмитрієва і Кості Леонтовича. Але погляди, особливо на християнські теми і подальший розвиток стали розходитися і Костя Леонтович починає займатися сольною кар'єрою. Але думка про успішний рок-гурт не відпускала його і він вирішує запросити нових музикантів і продовжити роботу. Таким чином, гурт PICK-UP скоротив свій довгий шлях становлення. Нові учасники Михайло Орлов (бас-гітара), Данило Калашников (ударні) повністю підтримали ідею розвитку гурту, і після декількох місяців репетицій успіх обернувся до них.

### Ближче (EP) (2010)
У 2010 році гурт підписав контракт з американською компанією iUA Music і випустили свій перший EP «Ближче», який був записаний ще в 2008 році рідною українською мовою. Всі треки на цьому EP були створені лідером гурту Костею Леонтовичем (гітара / вокал). В інтерв'ю про новий альбом, Костя прокоментував: "..любов, яка може рухати гори, може зберегти і принести тепло у серце — ось основний критерій про EP альбом. «Ближче» включає в себе чотири оригінальні композиції і один бонус-трек, — акустичну версію головної пісні «Більше Позитива». Кожен трек дуже незвичайний і особливий. PICK-UP випускає альбом, повний змішувань, сучасне звучання рок музики, чарівні мелодії, сильний вокал і приголомшливі пісні, а також їх чітко-визначені тексти.

### Безпритульний Світ (2011)
Восени 2011, PICK-UP випустили сингл «Безпритульний Світ» та її англійську версію «Childhood Lost». Ця пісня присвячена тисячам безпритульних дітей в Україні і більше сотні тисяч страждаючих в неблагополучних сім'ях. Слова цієї пісні є особливо зворушливими, а музика дуже яскравою. «Лише синє небо для них є затишний дім.., ..вуличних правил в яких програють знов, діти страждають — дорослі забули про любов». Гурт закликає усіх не байдужих, знайти в собі сили і мужність та простягнути руку допомоги.

### Goodbye My Fear (2012)
3 січня PICK-UP випустили англомовний сингл, під назвою «Goodbye My Fear». Цей трек розповідає про оновлення серця. Композитор гурту і автор текстів, Костя Леонтович, прокоментував: «відчути себе по-справжньому живим можливо лише через віру. І коли ваша віра сильна, легко забути про всі наші страхи. Послання надії може бути застосоване до всіх життєвих проблем, тож ця пісня була написана у вигляді повідомлення зі словами підтримки для людей». На додаток до випуску цього синглу на iTunes та інших цифрових магазинах, PICK-UP зняла відеокліп на цю пісню. Сюжет був знятий в художній студії за роботою українського художника, тому відео має незвичайний вигляд.

### Акустичне Різдво EP (2013)
Під час новорічних та різдвяних свят гурт PICK-UP підготував спеціальний подарунок для всіх шанувальників. 2 січня 2013, світ побачив реліз «Акустичне Різдво EP», який кожен може безкоштовно завантажити з офіційного сайту гурту. До святкового EP-альбому увійшли три відомих пісні гурту, які були виконані в акустичному веріанті.

### Реальність (2013 — донині)
Повернувшись з більш ніж піврічного затишшя, який музиканти люблять називати «творчою відпусткою», PICK-UP відразу ж взялися за роботу над першим повноцінним альбомом «Реальність». Світовий реліз дебютного диску відбувся 20 травня 2013 року. 
Над першою студійною платівкою музиканти працювали на власній студії "Musicball", протягом останнього року. На диску можна знайти 12 треків, серед яких і дві інструментальні композиції. Альбом вийшов на CD, а також у цифровому форматі на iTunes та AmazonMp3. До речі, цифровий реліз альбому містить 3 додаткових бонус-треки. В Україні та в інших країнах реліз нової платівки представляє американська компанія iUA Music.
«Ми довго йшли до цього альбому і для мене «Реальність»- це приклад чесної, кропіткої роботи над створенням оригінального звучання гурту Pick-Up, - говорить лідер гурту Костя Леонтович. – «Кожна пісня - окрема історія зі своїм унікальним сюжетом. Ми не маємо великого досвіду в студійній роботі, але ми намагалися творчо підійти до питання якості та актуальності матеріалу. Тому, перш за все, це «чесний альбом!».
Перший сингл альбому «Реальність», - пісня «Дівчина З Голлівуду» - була презентована на початку травня цього року, а також на неї був відзнятий відеокліп від режисера Катерини Берези, який отримав ротацію на українських музичних каналах.

## Учасники
- Костя Леонтович — вокал, гітара 2005 — до теперішнього часу
- Михайло Орлов — бас-гітара 2010 — до теперішнього часу
- Сергій Доронін — ударні 2013 — до теперішнього часу

## Дискографія

### Студійні альбоми
| Назва      | Деталі                                                              |
| ---------- | ------------------------------------------------------------------- |
| Реальність | - Дата виходу: 20.05.2013 - Лейбл: iUA Music - Формат: CD, цифровий |

### EP
Ближче (EP)
Акустичне Різдво (EP)

## Відеографія

### Відеокліпи
- Більше Позитива [Архівовано 25 грудня 2021 у Wayback Machine.]
- Goodbye My Fear [Архівовано 26 грудня 2021 у Wayback Machine.]
- Дівчина З Голлівуду [Архівовано 14 квітня 2016 у Wayback Machine.]